# بنو عساف
سلالة بنو عساف، ويسمون أيضا بنو عساف)، هي سلالة مسلمة سنية من العرقية التركمانية من مشايخ منطقة كسروان في جبل لبنان. جاءوا إلى المنطقة في عام 1306م بعد ان كلفتهم المماليك بحراسة المنطقة الساحلية بين بيروت وجبيل ولظبط القوة الشيعية من سكان ذلك الوقت. خلال هذه الفترة اتخذوا من قرية غزيرمقرا لهم، والتي كانت قاعدة لهم لجميع أنحاء المناطق التي حكموها.
قام العثمانيون بتعيين الأمير عساف، من قبل السلطان سليم الأول، كحكام لمنطقة كسروان بعد الفتح العثماني لجبل لبنان في عام 1516. توفي الأمير عساف بعد ذلك بعامين فخلفه ابنه حسن، الذي قتله أخيه قائذبيه. حكم الأخير كسروان حتى وفاته دون خلافة نسلية في عام 1523، فخلفه منصور ابن حسن. كان حكم منصور طويل العهد منحه خلالها العثمانيين العديد من المناطق في جبل لبنان وضواحيها لجني ضرائب. هو قضى على العديد من منافسيه السنة، واعتمد على المسيحيين الموارنة كقاعدة الدعم الرئيسية له وعينهم وكلاء، وبخاصة عشيرة حبيش، الذين اهتموا بضبط مشايخ كسروان من المسلمين الشيعة. امتد حكمه في ذروة قوته من بيروت وحتى حمص.
تم خلع منصور عام 1579 فعين ابنه محمد حاكما بدلا عنه الذي سجنته السلطات العثمانية في 1584 لتورطه في نهب قافلة متجهة إلى اسطنبول. أعيد إلى حكم كسروان في عام 1585 وأنيطت به سلطة جباية الضرائب على المناطق الريفية من إيالة طرابلس مما جعله في مواجهة مع آل سيفا، حكام طرابلس. تبدد حكم آل عساف في عام 1591 بعد مقتل محمد أثناء محاولته لجمع الضرائب من آل سيفا في عكار. بعد ذلك، تزوج يوسف باشا آل سيفا من أرملة محمد فورث مناطق حكم آل عساف.

## قائمة أمراء آل عساف خلال الحكم العثماني
| الاسم          | العهد     | ملاحظات                                           |
| -------------- | --------- | ------------------------------------------------- |
| الأمير عساف    | 1516-1518 | أول أمير عسافي تحت حكم العثمانيين.                |
| الأمير حسن     | 1518      | ابن عساف.                                         |
| الأمير قائدبيه | 1518-1523 | ابن عساف. مات من دون خلف.                         |
| الأمير موسى    | 1523-1548 | من سلالة عساف الذين حكم كولي عن منصور لحين بلوغه. |
| الأمير منصور   | 1523-1579 | ابن حسن.                                          |
| الأمير محمد    | 1579-1591 | ابن منصور. مات من دون خلف وكان آخر أمراء آل عساف. |